# Raymond Tournon (fils)
Pour les articles homonymes, voir Tournon.
 (décembre 2014).
Si vous disposez d'ouvrages ou d'articles de référence ou si vous connaissez des sites web de qualité traitant du thème abordé ici, merci de compléter l'article en donnant les références utiles à sa vérifiabilité et en les liant à la section « Notes et références ».
Raymond Tournon dit le fils, né à Bois-Colombes le 13 mars 1901 et mort à Bayeux le 10 septembre 1975, est un peintre et décorateur de cinéma français.

## Biographie
Second fils du peintre et affichiste Raymond Tournon et de la portraitiste Éléonore Marche, Raymond Tournon est le frère cadet de Georges Tournon (1895-1961), également peintre et sera suivi par Jean-François Tournon (1905-1986), né à Bois-Colombes, qui deviendra un célèbre escrimeur, médaillé de bronze aux Jeux olympiques de 1952.
Après ses études à Gaillac, Raymond Tournon suit des études à Paris à l'École des Gobelins, fait un passage à l'École des Arts décoratifs de Nice, puis intègre l'École des beaux-arts de Paris où il ne reste que peu de temps.
Décorateur de théâtre en 1918, il perd son père l'année suivante de la grippe espagnole à Villefranche-sur-Mer.
Dans le quartier du Montparnasse, il se lie d'amitiés  avec Léonard Foujita, Chaïm Soutine, et Paul Poiret.
Il se marie en 1932 et devient décorateur de cinéma.
En 1940, il quitte Paris pour rejoindre son épouse et leur fille Marie-Josèphe à Gaillac où ils restèrent jusqu'à la Libération, regagnant alors Bois-Colombes. Sa fille, Marie-Josèphe Tournon, deviendra également artiste peintre et enseignera le dessin et la peinture. 

## Collections publiques
- Castres, musée Goya : les blasons des évêques.
- Gaillac, musée des Beaux-Arts.

## Décorations intérieures
- Escalier de la demeure[Où ?] du comte de Noblet.
- Hôtel particulier du docteur Longeon à Castres.

## Décors de cinéma
- 1936 : Jacques et Jacotte, réalisé par Robert Péguy.
- 1937 : Gigolette, réalisé par Yvan Noë.
- 1938 : La Glu, réalisé par Jean Choux.
- 1950 : Porte d'Orient, réalisé par Jacques Daroy.
- 1952 : La Caraque blonde, réalisé par Jacqueline Audry.
- 1960 : Les Tortillards, réalisé par Jean Bastia, décors de Claude Renoir et Claude Bouxin, assistés de Raymond Tournon et G. Lecœur.
- 1962 : Le Soupirant, réalisé par Pierre Étaix.
- 1964 : Yoyo, réalisé par Pierre Étaix, décors de Raymond Gabutti et Raymond Tournon.
- 1965 : La Communale, réalisé par Jean l'Hôte.

## Expositions
- Du 28 janvier au 30 mars 2014, « Les Tournon… une dynastie de peinture », Meudon, Espace culturel Robert-Doisneau.